# Pod vulkanom
Pod vulkanom je roman engleskog književnika Malcolma Lowryja, prvi put objavljen 1947. Roman je Lowryjev opus magnum, koji je pisao gotovo čitav život. Rad na njemu započeo je 1930-tih i dorađivao ga boreći se s vremenom i alkoholizmom. Neuspješno je za njega tražio izdavača više od 10 godina i konačno ga objavio 1947.
Govori o pijanici u Meksiku, bivšem državnom dužnosniku, koji uništava svoj brak i sebe. Radnja je autobiografska, zasnovana na Lowryjevom životu. To je jedno od najboljih, ali i posljednjih djela svjetskog modernizma.
Moderna knjižnica uvrstila ga je na popis 100 najboljih romana napisanih na engleskom jeziku u 20. stoljeću, gdje je zauzeo 11. mjesto.
Po romanu je američki redatelj John Huston 1984. snimio istoimeni film.

## Radnja
Glavni lik romana je bivši britanski konzul jednog meksičkog gradića Geoffrey Firmin. On je kronični alkoholičar koji se sve više otuđuje od društva: supruga ga je ostavila, dane provodi opijajući se u krčmama, a jedini prijatelj mu je filmski redatelj Jacques Laurelle kojeg poznaje iz djetinjstva. Radnja romana uvelike prati njegove pokušaje da popravi odnose s bivšom ženom Yvonne i bratom Hughom. "Konzul" (Firminov nadimak kojim ga naziva većina likova u romanu) je zapravo alter ego samog Lowryja.
Radnja romana zbiva se u toku jednog dana, 2. studenog 1938. na Dan mrtvih. Tada se po meksičkoj tradiciji održavaju sajmišne zabave. Mjesto radnje je izmišljeni meksički gradić Quaunahuac, što je zapravo astečko ime za grad Cuernavacu gdje se raspao Lowryjev prvi brak. U blizini tog grada nalaze se vulkani Popocatepetl i Iztaccíhuatl po kojima je roman dobio ime.

### Prvo poglavlje
Prvo poglavlje je smješteno godinu dana nakon radnje romana, na Dan mrtvih 1939. To je posljednji dan boravka M. Laurellea u Quaunahuacu. Prisjeća se Konzula i Yvonne i svog odnosa prema njima. Dan provodi igrajući tenis s doktorom Vigilom i u jednoj gostionici kasnije uvečer. Sjeti se jedne priče o Konzulovu sudjelovanju u Prvom svjetskom ratu gdje je navodno počinio zločin nad posadom njemačkog broda "Samaritanac".  Neki odlomci njegovih sjećanja ponavljaju se kasnije u romanu.

### Drugo poglavlje
Jutro 2. studenog 1938. Yvonne Constable vraća se svom mužu "Konzulu" Geoffreyu Firminu i nalazi ga u jednom hotelu nakon što je pio cijelu noć. Konzul se želi vratiti Yvonne, ali je vrlo dalek pa je njihov susret hladan. Noge su mu natečene od alkohola te stoga ne nosi čarape. Yvonne primijeti staricu s pilićem. Njih dvoje potom krenu prema Konzulovoj kući i susreću dječji sprovod. Yvonne u izlogu vidi fotografiju raspukle stijene koja je podsjeti na njen brak. Na rubu je plača i žali što se vratila. Prije no što su stigli Konzul ju obavještava da očekuje povratak svog brata Hugha.

### Treće poglavlje
Po dolasku kući Konzul s Yvonnom sjeda na terasu s pogledom na okolne vulkane. Pokušava se barem pred njom oduprijeti želji za pićem tako što će piti napitak za liječenje od alkoholizma (on ga u šali naziva "strihnin"). Ne želi ozbiljno razgovarati s Yvonne. Ona se kasnije odlazi otuširati, a on odmah koristi priliku i bježi do obližnje krčme. Na putu se onesvijesti i susretne engleza s kojim popije češu viskija. Istog časa požali i odluči se vratiti Yvonni i iskupiti. Nalazi ju u krevetu i započinje razgovor koji završava svađom oko preseljena kojem se on opire. Izlazi na trenutak van i odlučuje da više neće piti, barem ne mescal za koji smatra da mu najviše šteti. Potom se vraća u ženinu sobu. Trenutak bliskosti između njih dvoje prekida šum na prozoru. Konzul odlazi, ljut na sebe, i uzima bocu Johnny Walkera, pije i zaspi.

### Četvrto poglavlje
Hugh Firmin, konzulov mlađi brat, novinar, i komunist vraća se istog dana iz Mexico Cityja. Konzul za to vrijeme spava pa se on susreće s Yvonne u vrtu. Odlučuju otići na jahanje okolicom grada te unajme par konja i psa. Hugh joj govori o svojoj karijeri, o namjeri da ostavi sve i otputuje brodom kao mornar, o Španjolskom građanskom ratu. Hugh prezire novinarsko zanimanje i osjeća se krivim što nije bio aktivan sudionik tog rata. Piju pivo u obližnjoj pivovari, gotovo kupuju pasanca, prelaze rijeku, sreću indijanca pred jednom gostionicom i vraćaju se narag nakon nekoliko sati, ostavivši konje.

### Peto poglavlje
Za vrijeme odsustva Hugha i Yvonne Konzul se budi i osjeća loše. Vodi razgovor sa susjedom Mr. Quinceyem iz kojeg je očito da se njih dvoje ne vole. Pokušava se oduprijeti želji za alkoholom, ali ipak poklekne i pije votku koju je sakrio u vrtu. Zatim susreće prijatelja Dr. Artura Diaza Vigila s kojim je pio proteklu noć i pozove ga da svrati na što ovaj pristane. Nešto poslije, Konzul se zateče u zahodu ne sjećajući se proteklih par minuta. Izlazi van i nalazi Vigila kako razgovara s Hughom i Yvonne, koji su se upravo vratili. Nekoliko puta odlazi po piće i kriomice pije pivo. Vigil im savjetuje da odu na izlet u Tlaxcalu i oni pristaju.

### Šesto poglavlje
Dok se Konzul i Yvonne pripremaju za put Hugh se slušajući radio prisjeća svog života: počeo je svirati gitaru, postao autor nekoliko popularnih šlagera, odlučio postzati mornar da bi dobio na popularnosti, iznenadio se kad je shvatio da mornari nisu toliko odvratni koliko je želio da budu, vratio se u Englesku i otkrio da ga je izdavač (židov) prevario, postao antisemit, da bi na kraju odbacio antisemitizam i počeo se baviti novinarstvom.
Malo poslije Hugh brije Konzula i daje mu piti da bi ga smirio, razmišljajući za to vrijeme o tome kako se zauvijek ostavio sviranja gitare. Razgovaraju kratko o Konzulovim knjigama o okultizmu i štrajku policajaca te zatim svi troje kreću na put. Susreću M. Laurellea na putu.

### Sedmo poglavlje
Konzul, Hugh i Yvonne posjećuju Larelleov dom na njegov poziv. Laurelle ih nudi koktelom, što Konzul odbija. On želi otići u Farolito, prljavu krčmu u Tlaxcali. Yvonni je neugodno i želi otići, ali je Konzul odgovara. Yvonne i Hugh naposljetku ipak odlaze pod isprikom da idu vidjeti fiestu za Dan mrtvih. Laurelle zamjera Konzulu što je hladan prema ženi što samo kulminira svađom. Konzul, naime, zna da je on volio Yvonnu. Odjednom u svima, pa i doktoru Vigilu, vidi neprijatelje koji mu žele oteti ženu. Kriomice popije sve preostale koktele. Potom se smiruje, odlazi s Laurelleom na piće na trgu i ostavlja ga. Hodajući gradom vidi Hugha i Yvonne te potom indijanca s konjem. Namjerava otići u krčmu senore Gregorio da vrati dug. Odlazi tamo i pije jedno piće.

### Osmo poglavlje
Konzul, Yvonne i Hugh su u autobusu na putu u Tlaxcalu. Hugh pije habanero, a Konzul se odupire nagonu da ga popije. U autobus ulazi mladić skitnica za kojeg vjeruju da je fašist. Zaustavljaju se primijetivši indijanca koji umire pored puta. To je onaj isti indijanac kojeg su već dvaput sreli. Putnici se svađaju oko toga što se dogodilo iako nitko ne pomaže umirućem čovjeku. Jedino mu skitnica prilazi i potom se vraća u autobus. Za njim idu i ostali osim Hugha koji se sukobljava s trojicom pripadnika Union militar, fašističke organizacije koja za vrijeme štrajka vrši službu policije. Dolazi do fizičkog obračuna pa Hugh bježi i jedva hvata autobus. U autobusu otkrivaju da je skitnica ukrao novac umirućem indijancu. Stižu u Tlaxcalu.

### Deveto poglavlje
Po dolasku svo troje odlaze gledati nezanimljivu borbu bikova. Yvonne se prisjeća svog nesretnog i nesposobnog oca o kojem se morala brinuti kao sada o Geoffreyu te o strogom ujaku koji se prestao skrbiti za nju kad je odlučila postati filmska glumica. Prisjeća se nesretnog prvog brakai kako je upoznala Geoffreya u Španjolskoj. Glavni borac s bikovima se osramoti te Hugh ulazi u arenu. Yvonne nagovara Konzula da se presele. On je nervozan i do kraja popije Hughov habanero, ali pristaje na preseljenje. Dok Yvonne razmišlja o idealnom domu u Kanadi, Hugh u areni jedva izbjegne nesreću.

### Deseto poglavlje
Kasnije te večeri u Salonu Ofelia Konzul pije mescal koji je izbjegavao čitav dan. Razgledava kuću gostioničara Cervantesa i sjeća se kako je prethodne večeri posjetio crkvicu "za one koji nemaju nikoga". Tijekom večere pokušava se prisjetiti svega što je popio. Odlazi na zahod i čita turistički prospekt za Tlaxcalu dok mu se vraćaju neugodna sjećanja. Po povratku započinje svađu s Hughom oko smrti indijanca kojoj su svjedočili ranije te o Španjolskom građanskom ratu. Naposljetku, krajnje ogorčen, optužuje Hugha za aferu s Yvonnom. Ona ih prekida, a Konzul odlazi i bježi u noć.

### Jedanaesto poglavlje
Hugh i Yvonne odlaze tražiti Konzula, koji je pobjegao. Noć je i Yvonne promatra nebo i misli o astrologiji. Obilaze krčme na putu do Farolita. U jednoj od nih piju mescal, pronalaze kračun na kojem je Konzul napisao pjesmu neposredno nakon što ga je Yvonne ostavila. Hugh kupuje gitaru, iako se zakleo da ju više nikad neće svirati. Yvonne pokušava preskočiti zid, gubi Hugha, te naposljetku pada i pogiba pod kopitima konja.

### Dvanaesto poglavlje
Dok ga Hugh i Yvonne traže, Konzul je u Farolitu krčmi koja se nalazi pod vulkanom. Tamo pije, razgovara s vlasnikom "Slonom", čita stara Yvonnina pisma koja je tamo ostavio, ima odnošaj s jednom prostitutkom. U krčmu ulaze trojica fašista iz Union Militar. Sumnjaju da je Konzul komunist. On se uspijeva izvući, a starica koju je vidio tog jutra u Hotelu daje mu novac da pobjegne. Izišavši, primijeti konja onog indijanca i zaključi da su ga ubili upravo fašisti. Vraća se i optužuje ih za zločin, a oni nalaze kod njega Hughov telegram te ga zamjene za njega. Na njega se okome svi u Farolitu, a starica ga po izlasku prijekorno gleda. Otima im se i prijeti im mačetom. Izlazi van i pokušava pobjeći na indijančevu konju, ali ga jedan od fašista upuca. Konj, isti onaj koji će ubiti Yvonnu, bježi. Konzul pred smrt sanja o usponu na Popocatepetl.

## Likovi

### Geoffrey Firmin
Bivši britanski državni sližbenik u Meksičkom gradiću Quaunahuacu. Nazivaju ga "Konzul" jer je to bila funkcija kopju je obnašao. On je uvelike slika samog autora. Kronični je alkoholičar i otuđenik od društva. Njegov problem s alkoholizmom dosegao je vrhunac kad ga je ostavila supruga Yvonne. Ona mu se vraća, ali on je nesposoban da joj pokaže svoje osjećaje. Proživljava stanje koje je sam Lowry nazvao "migrena alijenacije".

### Yvonne Constable
Geoffreyeva bivša supruga i bivša filmska glumica. Iza sebe već ima jedan propao brak, a naslućuje se da je u prošlosti imala afere s Geoffreyevim bratom Hughom i prijateljem Laurelleom. Jednog dana mu se odlučuje vratiti i nagovoriti ga da se presele iz Meksika u Kanadu.

### Hugh Firmin
Geoffreyev mlađi brat, novinar, komunist, bivši glazbenik i pomorac. Progoni ga činjenica da nije sudjelovao u Španjolskom građanskom ratu. Zabrinut je za brata, iako njih dvojica imaju potpuno različita uvjerenja. Geoffrey je ljubomoran na nj.

### Ostali likovi
Jacques Laurelle - bivši filmski redatelj i Geoffreyev prijatelj, zgrožen je njegovim   ponašanjem prema Yvonne
Dr. Arturo Diaz Vigil - liječnik, Geoffreyev poznanik
Mr. Quincey - Geoffreyev susjed
Senora Gegorio - vlasnica krčme "El bosque" u koju Geoffrey često zalazi
Cervantes - gostioničar u Salonu Ofelia
"Slon" - vlasnik krčme "Farolito"
Union militar - fašistička organizacija čiji članovi za vrijeme štrajka obnašaju službu policije, Hugh i Geoffrey se sukobljavaju s njima

## Interpretacija
Pod vulkanom se poput svih velikih književnih djela može tumačiti na više načina.
Roman su mnogi kritičari nazivali romanom "izmaka i svršetka", prikazom osobnog pada glavnih likova. No to se može tumačiti i kao simbolički prikaz kraja jedne epohe. Misli se na vrijeme neposredno pred Drugi svjetski rat, vrijeme u koje je smještene radnja. "Miris" epohe na zalasku i nadolazećeg kaosa i novog poretka osjeća se u zraku, a prvenstveno u prvom poglavlju koje se zbiva za vrijeme rata.
S druge strane "Pod vulkanom" pun je autobiografskih motiva. Nadahnuće za roman Lowry je našao upravo u raspadu svog prvog braka s Jan Gabrial. Razlog raspada tog braka bio je upravo njegov alkoholizam. To se dogodilo u Cuernavaci, a astečki naziv tog grada je Quaunahuac, ime grada gdje se odvija radnja. Zanimljivo je da su i Lowryjeva supruga i Yvonne, supruga glavnog lika, bile glumice. Inspiracija za pisanje tog djela Lowryju je bio susret s umirućim čovjekom na autoputu, na kojeg je Lowry naišao dok je sa ženom bio na izletu u Meksiku. O tome je napisao kratku priču, koja nikad nije objavljena, a događaj je uklopljen i u Pod vulkanom. Glavni lik, Konzul Geoffrey Firmin, alter ego je samog autora. Obojica su bili alkoholičari, što im je u potpunosti razorilo živote. "Konzul" je, kao i sam pisac, bio obrazovan čovjek, ali je sve to uništilo piće. Uz Konzula i njegovu suprugu Yvonne, u romanu je značajan lik i njegov brat Hugh. On je idealist i komunist, a usto i pomorac, slika mladog Lowryja. To dovodi u roman i sukob "mladost-starost", što je jedna od bezbrojnih sličnosti s Joyceovim Uliksom.
Osim zbog autobiografskih motiva, ovaj roman s Joyceovovim je remek-djelom uspoređivan i zbog kulturno-povijesnih elemenata, koji pokazuju upoznatost Lowryja s Meksičkom kulturom i jezikom, te citata i aluzija na druga djela. One su prvenstveno duboko simboličkog i teško iščitljivog značenja, a obuhvaćaju raspon od astrologije, Kabale, mitologije Maja i Asteka i raznih okultističkih vjerovanja do književnosti i filma. Tolstojev Rat i mir spominje se više puta direktno i igra važnu ulogu u razgovorima, Conradov Lord Jim također se direktno spominje, a ostali citati obuhvaćaju Shakespearea i britansko srednjovjekovno pjesništvo, Goethea, Baudelairea, Keatsa, te ruske kniževne (Tolstoj,Dostojevski), ali i filmske klasike (npr. Ejzenštejn). Zanimljiva je sličnost između glavnog lika, Konzula, i Melvilleovog kapetana Ahaba iz romana Moby Dick; tu bi Konzulova želja da se uspne na vulkan Popocatepetl odgovarala Ahabovoj opsjednutosti lovom na velikog bjelog kita. Simboliku nose i životinje: Konzul se brine za gradske pse koji se ostalima gade i ironično jednom od njih obećava da će te večeri biti zajedno (njega će iste večeri ubiti i baciti u provaliju sa psom); Yvonne se divi konjima, a isti ju na kraju i ubija.
Ovaj roman, kao i većina modernističkih djela, ima strukturu na osnovi glazbenog stavka. Prvi dio je prema tome uvod, čiji se dijelovi sami po sebi nejasni ponavljaju kasnije u dijelu.

## Stil
Pod vulkanom je iznimno težak roman za čitanje djelomično zbog mnogih aluzija na povijest i književnost, ali i zbog piščeva složenog stila. Iako je roman napisan u trećem licu, pripovijedanje je vrlo subjektivno i fokusirano na gledište jednog protagonista odjednom. U svakom poglavlju točka gledišta se mijenja.
| Poglavlje     | Točka gledišta |
| ------------- | -------------- |
| 1. poglavlje  | M. Laurelle    |
| 2. poglavlje  | Yvonne         |
| 3. poglavlje  | Konzul         |
| 4. poglavlje  | Hugh           |
| 5. poglavlje  | Konzul         |
| 6. poglavlje  | Hugh           |
| 7. poglavlje  | Konzul         |
| 8. poglavlje  | Hugh           |
| 9. poglavlje  | Yvonne         |
| 10. poglavlje | Konzul         |
| 11. poglavlje | Yvonne         |
| 12. poglavlje | Konzul         |

## Prijevodi
"Ispod vulkana", Branko Vučičević, 1966.
"Pod vulkanom", Luko Paljetak, 1981.